# Entwicklungstheorie
Eine Entwicklungstheorie will – ausgehend von der neoevolutionistischen Grundannahme einer zwangsläufigen „Höherentwicklung“ – erklären, warum bestimmte Regionen oder ganze Staaten (Entwicklungs- oder Schwellenländer) im erwarteten Fortschritt von Wirtschaft und Gesellschaft hinter Industriestaaten zurückbleiben. Daneben will man dadurch bestimmen, welches die entscheidenden Angriffspunkte für eine mögliche Strategie von Entwicklungspolitik sind, um die angestrebte Entwicklung anzustoßen oder zu beschleunigen.

## Allgemeines
Je nachdem, ob die wesentlichen Ursachen außerhalb oder innerhalb des Landes gesehen werden, lassen sich exogene und endogene Theorien unterscheiden. „Endogen“ wird sozialer Wandel genannt, sofern eine soziale Struktur aus sich selbst heraus die Elemente zu ihrer Überwindung zu erzeugen vermag. Die klassischen und modernen, von liberalen und konservativen Theoretikern vertretenen endogenen Theorien sehen die Ursachen in den Entwicklungsländern selbst, z. B. die Modernisierungstheorie in archaischen Strukturen oder in der Korruption. Die klassischen und modernen exogenen Theorien gehen davon aus, dass die Ursachen des niedrigeren Entwicklungsstandes außerhalb der Entwicklungsländer, genauer gesagt: in ihrer Ausbeutung durch die Industrieländer, zu suchen sind. Sie heben die Abhängigkeit der Entwicklungsländer von den Industrieländern hervor; die scheinbar in den Entwicklungsländern liegenden Ursachen (wie z. B. Korruption) sehen sie dagegen als Folgen dieser Abhängigkeit.
Für postkoloniale Autoren ist Entwicklung ein ideologisches und autoritäres Konzept. Sie fordern alternative Konzepte, die etwa den Wachstumszwang vermeiden, die auf traditionellem Wissen aus den betroffenen Ländern beruhen oder die die traditionelle Subsistenzwirtschaft gegenüber marktwirtschaftlich-kapitalistischen Strukturen erhalten und aufwerten.
Die partnerschaftliche Nord-Süd-Forschungszusammenarbeit zwischen Forschenden aus dem Globalen Süden und dem Globalen Norden ist ebenfalls bestrebt, solche alternative Konzepte zur klassischen Entwicklungstheorie zu entwickeln.

## Wandel entwicklungstheoretischer Begriffe
Im Laufe der Zeit kam es zu einem Wandel der entwicklungstheoretischen Begriffe:
| Zeitalter                           | heutige entwickelte Staaten             | heutige Entwicklungsländer                                                                          |
| ----------------------------------- | --------------------------------------- | --------------------------------------------------------------------------------------------------- |
| 15. Jahrhundert bis 18. Jahrhundert | Okzident Alte Welt                      | Orient Neue Welt + Indien                                                                           |
| 19. Jahrhundert bis 1945            | Kolonialmächte Mutterländer Imperien    | Kolonien Länder der „heißen Zone“                                                                   |
| 1940er bis 1960er                   | Industriestaaten moderne Gesellschaften | Entwicklungsländer, rückständige Länder traditionelle Gesellschaften                                |
| 1970er                              | Erste Welt Norden Zentrum Metropolen    | Dritte Welt Süden Peripherie Satellitenstaaten unterentwickelte oder abhängige Länder               |
| 1980er                              | alte Industrieländer                    | junge Industrieländer Schwellenländer Erdölländer wenig entwickelte Länder                          |
| 1990er                              | postindustrielle Gesellschaften         | Vierte Welt Fragile Staaten (englisch fragile states) gescheiterte Staaten (englisch failed states) |

Häufig bewirkte eine negative Konnotation einen Begriffswechsel.

## Mögliche endogene Ursachen
Laut den Befürwortern der endogenen Theorien ist die Ursache der Unterentwicklung in den betroffenen Ländern selbst zu suchen. Die Länder befinden sich in einem Stadium des gesellschaftlichen und wirtschaftlichen Übergangs, das die Industrieländer schon durchlaufen haben. Die Wirtschaftsstruktur beschränkt sich fast ausschließlich auf den primären Sektor (Agrarwirtschaft, Viehzucht, Fischerei und Bergbau). Großfamilien, Sippen oder Stämme sind noch immer Fundamente der Gesellschaft. Auf der gedanklichen Grundlage, dass der Prozess der Entwicklung dieser Länder eine Wiederholung der Entwicklung der Industrieländer ist, kann das geschichtliche Wissen gezielt eingesetzt werden, um entwicklungshemmende Faktoren zu erkennen und den Prozess zu verkürzen.

### Niedrige Spar- und Investitionstätigkeit sowie institutioneller Rahmen
Entscheidendes Wachstumshindernis ist für diese Theorien das Fehlen von Kapital. Früher wurde nur das Fehlen von Sachkapital berücksichtigt, mittlerweile bedenkt man auch den Mangel an Humankapital (z. B.: Leistungsfähigkeit, Ausbildung, Know-how). Für Entwicklungsländer typisch ist eine niedrige Spar- und Investitionstätigkeit. Die niedrige Sparrate hängt auch mit den extrem geringen Einkommen zusammen. Die Investitionstätigkeit wird nicht nur durch einen Mangel an gespartem Kapital, sondern auch durch Kapitalflucht weiter geschwächt. Politische und soziale Instabilität in Entwicklungsländern führt dazu, dass Kapital lieber in dem als sicherer eingeschätzten Ausland investiert wird. Der Entwicklungsökonom Albert O. Hirschman beobachtete, dass in Entwicklungsländern eine „Stagnationsmentalität“ herrsche und nur dann investiert werde, wenn die Gewinnaussichten sehr groß seien. In Ländervergleichen zeigte sich ein sehr großer Einfluss des politischen, institutionellen und sozialen Rahmens auf das längerfristige Wirtschaftswachstum. Bei der Betrachtung der Kolonialgeschichte deutet eine große empirische Evidenz auf die überragende Bedeutung robuster Eigentumsrechte hin. Die Beschränkung des Zugriffs von Politikern und gesellschaftlichen Eliten auf das Eigentum und ein glaubwürdiger Schutz vor Enteignung korrelieren mit einer deutlich höheren Spar- und Investitionsquote sowie einem deutlich höheren Wirtschaftswachstum. Grundsätzlich ist es zwar irrational, dass Länder an politischen und gesellschaftlichen Institutionen festhalten, die Wirtschaftswachstum verlangsamen. Dabei ist jedoch zu beachten, dass effizienzsteigernde Reformen immer auch einen Verteilungseffekt haben und damit kurz- und mittelfristigen Interessen eines einflussreichen Teilsegments der Gesellschaft widersprechen können.

### Bevölkerungsexplosion
Das hohe Bevölkerungswachstum stellt für viele Entwicklungsländer eher eine Belastung dar, weil es unter anderem auch die Wohlstandsgewinne aufzehrt. So hatten die Entwicklungsländer im Schnitt in den letzten Jahrzehnten zwar ein hohes Wachstum des Bruttoinlandsprodukts, durch den hohen Bevölkerungszuwachs stieg das Pro-Kopf-Einkommen aber nur halb so stark. Der Bevölkerungsanstieg verhindert Entwicklung nicht per se, ist aber eher ein belastender Faktor. Allerdings entwickelten sich die westeuropäischen Industriestaaten gerade während ihrer Bevölkerungsexplosion im 18. und 19. Jahrhundert am stürmischsten. Nach den bisherigen Erfahrungen führen Fortschritte bei der wirtschaftlichen Entwicklung dazu, dass sich die Geburtenrate verringert.
Es entspricht der Analyse des Bevölkerungsfonds der Vereinten Nationen sowie des Bundesministeriums für wirtschaftliche Zusammenarbeit und Entwicklung, dass Rückschritte beim wirtschaftlichen und sozialen Fortschritt sowie Verschlechterungen der sozialen und politischen Stabilität von Entwicklungsländern typische Folgen einer hohen Bevölkerungsdynamik in Entwicklungsländern sind.

### Modernisierungstheorien
Die Modernisierungstheorien sind seit den 1950er Jahren als neue Variante der endogenen Theorien entstanden. Anlass war das zunehmende Interesse der Industrieländer an der sog. „Entwicklungshilfe“. Für Vertreter der Modernisierungstheorie entwickeln sich die Entwicklungsländer in die gleiche Richtung wie die Industrieländer, nur wesentlich langsamer. Der Vorteil der Industrieländer liege darin, dass sie kulturell innovativer seien und sich daher schneller entwickelten.
Das Haupthindernis für eine positive wirtschaftliche Entwicklung liege darin, dass die Bewohner der Entwicklungsländer noch nicht mobil und rational genug seien, um die soziokulturellen, organisatorischen und politischen Innovationen der Industrieländer zu übernehmen, so die Vertreter eines sozialpsychologischen Ansatzes wie David Lerner.
Die Handlungsempfehlungen der Modernisierungstheorien sehen vor, dass durch eine Modernisierung der gesellschaftlichen Institutionen wie des Rechts, des politischen Systems, des Bildungswesens, u. a. die Grundlage für Wirtschaftswachstum und damit einhergehender Wohlfahrt geschaffen werden muss. Unter Modernisierung wird dabei der Prozess der Transformation von traditionellen Institutionen und Verhaltensgewohnheiten zu den modernen Ausprägungen, wie sie in der westlichen Gesellschaft vorzufinden sind, verstanden. Da die Ursachen der Unterentwicklung in den Entwicklungsländern selber zu suchen sei (in deren Rückständigkeit), könne die Lösung nur in Hilfe von außen liegen, also in Entwicklungshilfe und Investitionen seitens der Industrieländer.

#### Stufentheorien
Die Theorien über die Existenz von Stufen wirtschaftlicher oder gesellschaftlicher Entwicklung gibt es schon lange. Schon Karl Marx war der Meinung, dass sich soziale Entwicklung in Stufen vollzieht.
Walt Whitman Rostow, ein amerikanischer Ökonom und Wirtschaftshistoriker, unterteilt in dem nach ihm benannten Rostow-Modell den Entwicklungsprozess in fünf Wachstumsstadien:
1. die traditionale Gesellschaft
2. die Gesellschaft im Übergang
3. das Stadium des wirtschaftlichen Aufstiegs (take off)
4. die Entwicklung zur Reife
5. das Zeitalter des Massenkonsums

Auf die landwirtschaftlich geprägte, vormoderne Gesellschaft folgt die Übergangsperiode, in der die wichtigen Voraussetzungen für den Aufschwung geschaffen werden. Während dieser Zeit schreitet die ökonomische und technische Forschung fort, wodurch ein Strukturwandel eintritt. Die Infrastruktur und der Handel werden erweitert, trotzdem herrschen weiterhin die traditionellen Strukturen vor. Erst in der Phase des wirtschaftlichen Aufstiegs findet der Durchbruch zur industriellen Gesellschaft statt: Neue Industrien entstehen, die ein kontinuierliches Wirtschaftswachstum sichern. Die Entwicklung zur Reife bereitet die Gesellschaft – etwa durch Fließbandproduktion – auf das nach Rostow finale Zeitalter des Massenkonsums vor.

#### Strukturalistischer Ansatz
Die Strukturalisten sind der Meinung, dass man die Armut jedes Landes einzeln analysieren müsse, da sich die Strukturen der Unterentwicklung regional unterschieden. Sie sind der Meinung, dass Unterentwicklung die Folge eines historischen Prozesses sei, der umkehrbar ist. Durch den Kolonialismus sei ein moderner exportorientierter Wirtschaftssektor entstanden, der allerdings eine Abhängigkeit vom Ausland begründet, während ein Großteil der Binnenwirtschaft von Subsistenzwirtschaft geprägt sei (Dualismus). Der Zustand der Abhängigkeit findet sich nur in einer Übergangsphase. Nach der Meinung der Strukturalisten sind Problemlösungen möglich, wenn gewisse Rahmenbedingungen geändert werden.

#### Kritik an den Modernisierungstheorien
Die Kritik an den Modernisierungstheorien setzt an verschiedenen Punkten an.
Manche Kritiker setzen an der Beschreibung an, die als unzureichend angesehen wird: die westeuropäische Modernisierung sei nur eine singuläre historische Entwicklung, der keine universale Bedeutung zugemessen werden könne. Die Entwicklungsländer befänden sich also nicht auf dem gleichen, sondern einem anderen Entwicklungspfad. Andere kritische Positionen gehen von einer Mischung aus: es gebe sowohl eine gemeinsame Entwicklungsrichtung aller Gesellschaften hin zu technischem und wirtschaftlichem Fortschritt als auch eine relative Einzigartigkeit der Geschichte jeder Gesellschaft.
Andere sehen Lücken in der Erklärung: die Modernisierungstheorien böten keinen Erklärungsversuch für die größere Entwicklungsgeschwindigkeit der Industrieländer, deren kulturelle Innovationen würden einfach vorausgesetzt. Aufgrund der unzureichenden Erklärungsangebote seien auch die darauf basierenden Handlungsempfehlungen erfolglos.
An den Stufentheorien wird kritisiert, dass die Kriterien der einzelnen Stufen nicht genau definiert sind. Es wurde auch seitens Vertretern der Dependenztheorie daran gezweifelt, dass die Entwicklung in der Peripherie und im Zentrum wirklich parallel läuft (Zentrum-Peripherie-Modell), denn die beiden Bereiche unterscheiden sich in ihrer landwirtschaftlichen Produktivität, dem Bevölkerungswachstum und in den externen Einflüssen.

### Theorien sozialen Wandels als Kreislaufprozess

Darstellung des Teufelskreis der Armut in einem Schulbuch.

Zur Erklärung der regionalen Unterentwicklung wird häufig bildlich von einem „Teufelskreis der Armut“ gesprochen. Das Grundmuster dieses wissenschaftlichen Erklärungsansatzes entspricht indes Boudons „reproduktivem Prozess“; er ist ein sich selbst aufhebender Wechselwirkungsprozess, der ein stationäres Gleichgewicht reproduziert bzw. im Zustand der Stagnation erhält. Die Kausalprozesse lassen sich auch im Sinne der Kybernetik als eine negative Rückkopplung beschreiben, wodurch der betreffende soziale Strukturzusammenhang auf Dauer stabil gehalten wird. Dennoch ist eine so strukturierte Theorie logisch nicht als Tautologie zu bezeichnen. Für André Gunder Frank befindet sich eine Entwicklungstheorie wie etwa die von Gunnar Myrdal und Seth S. King in einem Zirkelschluss: Diese argumentierten, dass die Armen arm sind, weil sie arm sind, und die Reichen reich, weil sie reich sind.
Boudons Typ der „kumulativen Prozesse“ – deren quantitative Steigerungen zudem in Prozesse der qualitativen „Transformation“ umschlagen können – sind Prozesse der kumulativen Verursachung, wie sie den biographischen Prozessen von Verarmung, der Polarisationstheorie oder in der Neuen Ökonomischen Geographie den Prozessen der Agglomeration oder Segregation zugrunde liegen.
Die Rückständigkeit einer Region, die auf einem Niveau der wirtschaftlichen, sozialen und kulturellen Unterentwicklung relativ zurückbleibt oder insgesamt gesehen stagniert, kann durch Prozesse der Kreiskausalität erklärt werden. Zum Beispiel zwischen den überlieferten kulturellen Orientierungen und den dadurch bestimmten sozial dominanten Reaktionsmustern auf die reduzierten Chancen, so wie diese in der wirtschaftsgeografischen Situation strukturgeschichtlich überliefert sind. Stagnation als eine Blockade von sozialem Wandel kann nach dem Schema der Muster abweichenden Verhaltens des US-Soziologen Robert K. Merton als Fatalismus oder Apathie erklärt werden, womit auf die Diskrepanz von kulturell definierten Zielen und von verfügbaren sozialen Mitteln reagiert wird. Solche Prozesse schließen häufig Momente einer sich selbst bewahrheitenden sozialen Voraussage ein.

### Geodeterminismustheorie
Bei der Geodeterminismustheorie geht man davon aus, dass die ungünstige geografische Lage eines Landes Ursache für seine Situation ist. Dies äußert sich zum Beispiel in einer Binnenlage, welche hohe Transportkosten und Sondersteuern, wie Transitgebühren nach sich zieht, geringe flächenmäßige Größe (Inselstaat), ein Klima, welches in Form von langen, periodischen Dürren (Sahelzone), großer Kälte, stark schwankenden Niederschlagsmengen oder großer Jahrestemperaturamplitude insbesondere die Landwirtschaft behindert. Weitere Faktoren sind minderwertige Böden, ungünstige Oberflächenstrukturen wie Höhenlagen oder Hanglagen. Der Mangel an Rohstoffen und fossilen Energieträgern kann auch dazu führen, dass sich Länder langsamer entwickeln, da sie Rohstoffe importieren müssen. Entscheidend ist eine Rohstoffunabhängigkeit zu Beginn der Industrialisierungsphase.
Zu beachten sind in diesem Zusammenhang Thesen Jared Diamonds, nach denen der Mittelmeerraum durch seine Lage an einer globalen Querachse (von Gibraltar bis China) wie auch dem erleichterten Zugriff auf hier vorkommende wie importierte Nutztier- und Nutzpflanzenarten erheblich bevorteilt ist.

### Ressourcenfluchtheorie
Mit dem Begriff Ressourcenfluch werden die negativen Konsequenzen bezeichnet, die Reichtum an Rohstoffen für ein Land haben kann. Das Wirtschaftswachstum ist in Ländern, die stark vom Export mineralischer und fossiler Rohstoffe abhängig sind, in der Regel geringer als in rohstoffarmen Ländern. Mögliche Gründe dafür sind unter anderem eine Verringerung der Wettbewerbsfähigkeit der restlichen Wirtschaftsbereiche, der staatliche Missbrauch von Einkünften aus dem Rohstoffsektor oder mangelnde Investitionen in die Bildung. Mit dem Erlös von Ressourcen wie etwa Coltan oder Diamanten werden afrikanische Konflikte finanziert. Über die politischen und ökonomischen Zusammenhänge von Kriegen in Afrika und der Ausbeutung von Ressourcen informiert auch die Kampagne Fatal Transactions.
Im Hinblick etwa auf ein Land wie Ecuador wird als Ressourcenfluch diskutiert, dass die regelmäßigen Boom- und Zusammenbruchsphasen des Ölpreises den Aufbau stabiler, vom Öl unabhängiger Wirtschaftsstrukturen erschweren. In den Boomphasen kann die Erdölindustrie höhere Löhne und höhere Preise bezahlen als die meisten inländischen Konkurrenzindustrien. Letztere werden dadurch in ihrer nationalen wie ihrer internationalen Wettbewerbsfähigkeit geschwächt. Bricht nun der Ölpreis ein (wie 1983 oder Mitte der 2000er Jahre), sind nicht nur die direkt petroleum-anhängigen Industrien getroffen, sondern die Nicht-Ressourcen-Industrien sind zusätzlich geschwächt. Dieses Phänomen wird auch als „Holländische Krankheit“ (Dutch disease) bezeichnet.

## Mögliche exogene Ursachen
Im Gegensatz zu den endogenen Theorien liegen die Ursachen, die laut der Befürworter zur Unterentwicklung führen bzw. die eine solche herbeigeführt haben, außerhalb der jeweiligen Region.

### Theorie der langfristigen Verschlechterung der Terms of Trade
Als Terms of Trade werden die Austauschbedingungen (Handelsbedingungen) zwischen Rohstoff- und Fertigwarenlieferant bezeichnet. Prebisch geht bei seiner Begründung davon aus, dass die Entwicklungsländer überwiegend Nahrungsmittel und Rohstoffe anbieten und industrielle Erzeugnisse nachfragen, für die Industrieländer gilt die umgekehrte Spezialisierungsrichtung.
Aus den nachfolgend aufgeführten Gründen käme es zu einer stetigen Verschlechterung der Terms of Trade für die Entwicklungsländer, da diese im Verhältnis immer mehr Primärgüter exportieren müssen, um ihren Bedarf an industriell gefertigten Erzeugnissen zu decken:
- Die niedrige Einkommenselastizität der Nachfrage bei Primärgütern: Primärgüter sind in der Regel relativ inferiore Güter. Dies bedeutet, dass bei steigenden Einkommen die Nachfrage nach Primärgütern unterproportional zunimmt.
- Die hohe Einkommenselastizität der Nachfrage bei industriell gefertigten Gütern: Industriell gefertigte Güter hingegen sind superiore Güter. Bei steigenden Einkommen werden diese Güter überproportional nachgefragt. D.h., dass bei wachsenden Einkommen der Konsum industrieller Fertigwaren zunimmt, während der Konsum von Primärgütern nahezu konstant bleibt. Lohnsteigerungen in den Entwicklungsländern führen also dazu, dass nur die Nachfrage nach industriell gefertigten Produkten signifikant steigt.
- Die unterschiedliche Wettbewerbssituation auf den Primärgüter- und Industriegütermärkten: Die Primärgütermärkte sind geprägt von einem intensiven Wettbewerb zwischen den exportierenden Ländern. Das liegt zum einen an der Homogenität und der damit verbundenen Substituierbarkeit dieser Güter und zum anderen an der Spezialisierung bzw. Beschränkung der Entwicklungsländer auf einige wenige exportierbare Primärgüter. Auf den Industriegütermärkten herrsche hingegen ein geringerer Wettbewerb, da diese Produkte diversifiziert und somit schwerer zu substituieren seien.
- Die hohe Preiselastizität der Nachfrage bei Primärgütern: Aufgrund der Austauschbarkeit und einer Vielzahl von Anbietern können Preiserhöhungen für exportierbare Primärgüter auf den Weltmarkt schwer durchgesetzt werden. Angenommen in einem Entwicklungsland steigt durch eine Dürre der Preis für ein Exportgut. Folglich wird die Nachfrage aus dem Ausland nach diesem Gut einbrechen, weil andere Exporteure das Gut zum niedrigeren Marktpreis anbieten und absetzen können.
- Die niedrige Preiselastizität der Nachfrage bei industriell gefertigten Gütern: Die Nachfrage nach industriell gefertigten Gütern sinke bei Preiserhöhungen kaum, da die Konsumenten nur auf wenige gleichwertige Alternativen zurückgreifen könnten.
- Die unterschiedlichen Auswirkungen von Produktivitätsfortschritten: Bei Primärgütern handelt es sich oftmals um quantitative Produktivitätsfortschritte (z. B. neue Anbauverfahren oder Abbautechniken). Die Folge ist eine Erhöhung des Angebots bei stagnierender Nachfrage und das führt somit zu sinkenden Preisen. Weiterhin werden Fortschritte in der Arbeitsproduktivität direkt, in Form von Preissenkungen, an die Industrieländer weitergegeben, um sich im starken Wettbewerb behaupten zu können. Im Industriegüterbereich gehen Produktivitätsfortschritte mit einer Verbesserung der Produkte einher (qualitative Produktivitätsfortschritte), was zu steigenden Marktpreisen und Löhnen führt.

Manche Händler und Konsumenten versuchen durch Fair Trade entgegenzuwirken.

### Abhängigkeitstheorien

#### Marxistischer Ansatz
Die Vorläufer des marxistischen Flügels sind die klassischen Imperialismustheoretiker der Zweiten und Dritten Welt. Die Marxisten meinen, ihre Auffassung der Dependenztheorie sei global überall gültig. Wenn Unterentwicklung durch das kapitalistische Wirtschaftssystem bedingt ist, dann ist auch die Unterentwicklung, die daraus folgt, strukturell überall gleich. Sie denken, dass Unterentwicklung für das Bestehen des Kapitalismus lebensnotwendig ist, daher ist sie auch in diesem System unüberwindbar. Für sie ist der Zustand der Abhängigkeit keine Übergangsphase, sondern ein historischer Endpunkt in der kapitalistischen Entwicklung der Peripherie. Lösungsmöglichkeiten sind aus Sicht des marxistischen Ansatzes nicht innerhalb des Kapitalismus möglich. Die Anhänger vertrauen darauf, dass der Kapitalismus zusammenbrechen wird, was nur im Zuge einer Revolution stattfinden könne. Die Marxisten meinen, Ausbeutung sei ursächlich, was zum Beispiel die ungleichen Handelsbedingungen zeigen.

#### Imperialismustheorie
Die Imperialismustheorien wurden zwischen 1900 und 1920 von John Atkinson Hobson (englischer Publizist und Ökonom; Imperialism – A Study, 1902), Rudolf Hilferding (deutscher Politiker, Publizist und Ökonom; Das Finanzkapital, 1910), Lenin (russischer Revolutionsführer; Der Imperialismus als höchstes Stadium des Kapitalismus, 1917) und Rosa Luxemburg (polnisch-deutsche Internationalistin; Die Akkumulation des Kapitals, 1913) begründet. Im Zuge des Aufkommens der Dependenztheorien erlebten sie Mitte der 60er Jahre eine Wiederbelebung und Modifizierung.
Für Marxisten ist der Imperialismus (nach Lenin) das momentane Stadium des Kapitalismus.
Die Imperialismustheorien behandeln die folgenden Themenbereiche:
Die neue internationale Arbeitsteilung wird von den internationalen Konzernen maßgeblich bestimmt. Das bedeutet, dass multinationale Konzerne Fabrikationsstätten in der Dritten Welt errichten, was Weiterentwicklung der Peripherie schier unmöglich macht, da einerseits die Einkommensunterschiede nicht abgebaut werden können. Andererseits haben Entwicklungsländer keinen Zugang zu modernen Technologien, da Weiterbildung nicht nötig ist: ungelernte Arbeitskräfte haben keine Möglichkeit zur Fortbildung. Weiter hat die Peripherie nur geringen Handlungsspielraum: Die wichtigen Entscheidungen werden noch immer von den Industriestaaten gefällt.
Der ungleiche Tausch ist noch immer ein großes Problem: Durch ungleiche Handelsbedingungen (terms of trade) verschiebt sich der Markt zugunsten der Industrieländer. Das passiert immer, wenn Waren nicht ihrem Wert entsprechend entlohnt werden. Das bedeutet, dass sich das Einkommen zwischen Zentrum und Peripherie durch internationale Kapitalbewegungen oder Direktinvestitionen umverteilt.
Durch ausländische Direktinvestitionen kommt es zu einem stetigen Gewinnabfluss; Konzerne weisen Gewinne in andere Länder aus – da einheimische Arbeit zu niedrigsten Löhnen erfolgt, kommt es zu einem ständigen Kapitalexport.
Kritiker dieser Theorie sind der Meinung, dass Dinge wie Arbeitskräftewanderungen, Technologietransfer oder Währungsbeziehungen geleugnet oder nicht beachtet werden. Sie meinen, dass die Theorien nicht empirisch abgesichert sind, das bedeutet, dass ihre Ansätze nicht auf Erfahrungen beruhen. Die Entwicklungsstrategien beschränken sich weitgehend auf eine Revolution oder eine vollkommene Abkoppelung vom Weltmarkt, doch die Konsequenzen oder Folgeschritte werden nicht diskutiert.

#### Dependenztheorien

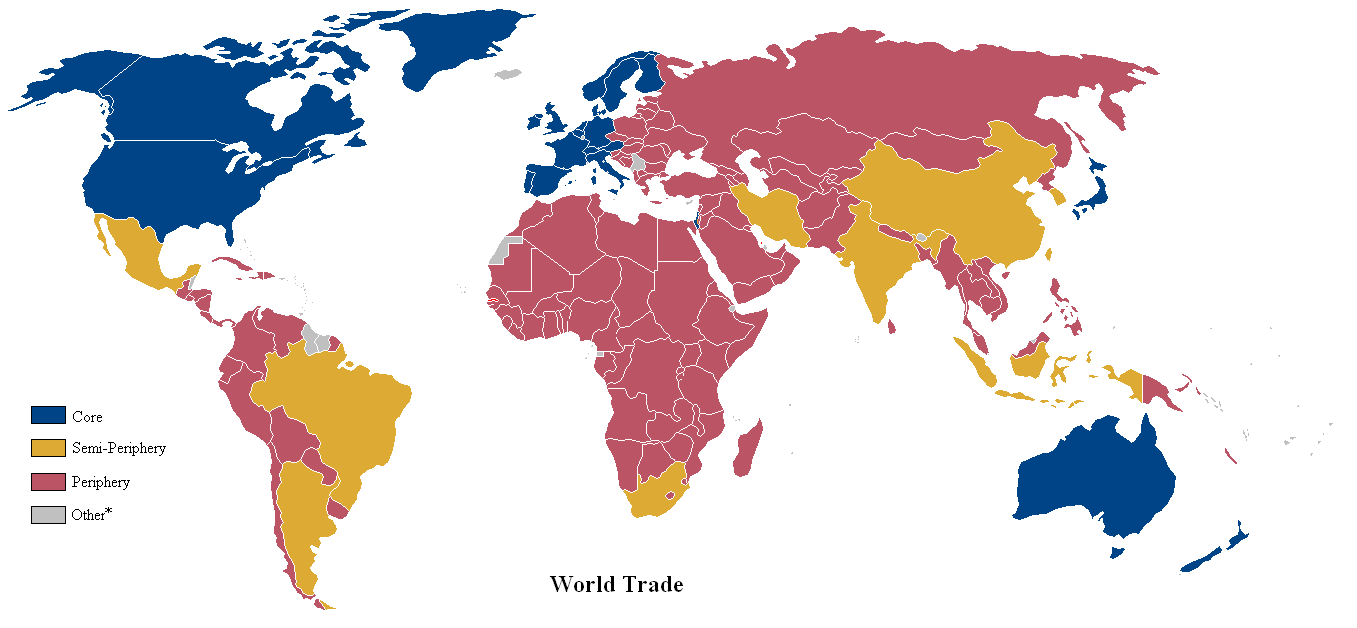
Das Zentrum-Peripherie-Modell des Strukturalismus (Wirtschaftstheorie) wurde auch von der Dependenztheorie und der Weltsystemtheorie aufgegriffen. Hier: Länder im Zentrum des Welthandels (blau), Länder der Peripherie (rot) und Länder der Semi-Peripherie (violett) nach Christopher Chase-Dunn, Yukio Kawano und Benjamin Brewer, Trade Globalization since 1795

Die Abhängigkeitstheorien (auch Dependenztheorien genannt) traten erstmals Mitte der 1960er Jahre in Lateinamerika auf, da die klassische Entwicklungspolitik damals scheiterte. Eine neue Basis für die Theorien wurde gesucht, man wandte sich damals gegen die klassischen Theorien und insbesondere die Modernisierungstheorien. Die damals gängige Bezeichnung „Dependenztheorien“ stammt von dem spanischen und portugiesischen Wort für Abhängigkeit „dependencia“. Anhänger dieser Theorien sind der Meinung, Unterentwicklung folge aus der Abhängigkeit der Dritte-Welt-Länder (Peripherie) von den Industrieländern (Zentrum).
Im Gegensatz zu den klassischen Theorien ist bei den Dependenztheorien Unterentwicklung nicht auf innere („endogene“) Umstände zurückzuführen; sie ist eine logische Folge der Geschichte, die die verschiedenen Länder in durchaus unterschiedlicher Weise durchlaufen haben. Unterentwicklung ist ein Resultat der Eingliederung der Dritten Welt in die kapitalistische Wirtschaftsordnung von heute, wobei die kolonialistischen Strukturen immer noch erkennbar sind.

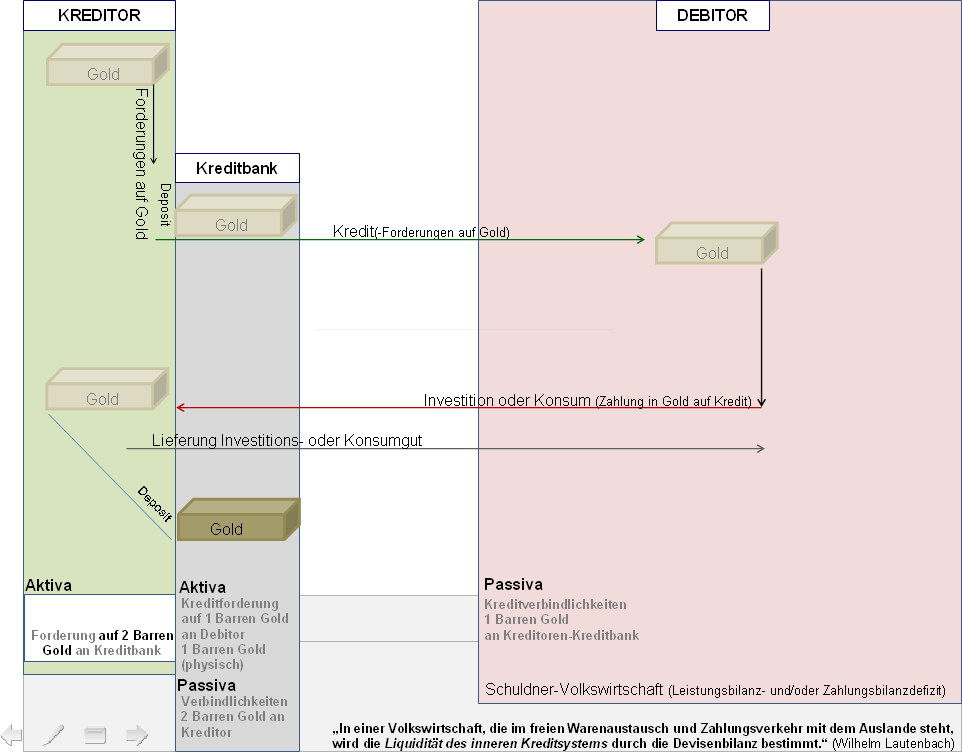
Am Beispiel Goldkreditgewährung in Analogie: Dependenztheoretiker postulieren etwa, dass das von Industriestaaten bzw. von westlichen Kreditoren vergebene Kreditkapital in Form etwa von Infrastrukturprojekten an die westlichen Volkswirtschaften zurückfließe, was die Entwicklung der abhängigen Staaten verhindere und nur zu weiteren (Kapital-)Abhängigkeiten führe.

Durch die Macht des Kapitals, das die Industrieländer heute haben, gelingt es ihnen, die ärmeren Länder auch weiterhin arm zu halten. Die Abhängigkeit der unterentwickelten Länder von den Industrieländern ist nur ökonomisch begründet, kulturelle und politische Abhängigkeit sind lediglich Folgen der wirtschaftlichen Abhängigkeit. Deshalb halten Vertreter der Dependenztheorien das heutige Welthandelssystem für neokolonialistisch.
Wegen des Mangels an Devisen sind die Entwicklungsländer dazu gezwungen, eigene Rohstoffvorkommen auszubeuten und Plantagenprodukte möglichst billig herzustellen, um sie in die Industrieländer zu exportieren. Auf der anderen Seite werden von einer reichen Minderheit, die einen Lebensstandard und ein Konsumniveau nach gängigen westlichen Standards erreicht oder sogar übertroffen hat, Industrieprodukte aus dem Westen importiert. Diese Importe führen häufig zu einem Außenhandelsdefizit. In der heimischen Industrie können diese Konsumgüter allerdings nicht produziert werden, da diesen meist die Technologie und das Kapital für teure Fertigungsanlagen und Investitionsgüter fehlt. Dieser Umstand verstärkt die Abhängigkeit der Entwicklungsländer von den kapitalistischen Metropolen.
Die reiche Minderheit, die meist in den Großstädten in abgesicherten Stadtvierteln lebt, bildet die politische Elite dieser Länder. Durch Vertreterrollen in der Politik, die diese „Reichen“ oftmals innehaben, sind sie mitverantwortlich für die Aufrechterhaltung des Zustands, der in Entwicklungsländern herrscht. Oftmals sind sie die größten Gewinner dieser Situation. Sie drängen den Großteil der Bevölkerung an die Grenze des Existenzminimums und vergrößern dadurch die Kluft zwischen der armen und der reichen Bevölkerung.
In den oben genannten Punkten sind sich alle Anhänger der Abhängigkeitstheorien einig, doch gibt es innerhalb der Anhängergruppe zwei verschiedene Ansätze, den strukturalistischen und den marxistischen, die sich in einigen Punkten unterscheiden.

#### Kritik an den Abhängigkeitstheorien
Durch das Aufkommen der Dependenztheorien wurden die vorherrschenden klassischen Theorien kritisiert, die Erklärung der Unterentwicklung wurde um wichtige Aspekte erweitert. Dennoch wurden auch sie selbst kritisch diskutiert, insbesondere der Totalitätsanspruch des marxistischen Ansatzes. Kritik richtet sich u. a. auf ein unzureichendes Erklärungsangebot: Die Abhängigkeitstheorien böten keine (ausreichende) Erklärung dafür an, warum die Industrieländer überhaupt die weniger entwickelten Länder unterwerfen konnten. So, wie die Modernisierungstheoretiker das Machtgefälle und die Abhängigkeiten zwischen Zentren und Peripherien verharmlosten, würden umgekehrt die Abhängigkeitstheoretiker den Entwicklungsvorsprung der Industrieländer nicht zureichend beschreiben und erklären. Ein weiterer Kritikpunkt an den Dependenztheorien besteht im Ausklammern endogener Entwicklungshindernisse, da die Ursachen der Unterentwicklung exogen verortet werden, werden interne Missstände in den Entwicklungsländern selbst außer Acht gelassen wie z. B. sich selbst bereichernde Diktatoren oder Korruption.

## Kritik an den Entwicklungstheorien
Die Konflikte zwischen den verschiedenen Strömungen haben sich gemildert, da weithin Unzufriedenheit mit allen Entwicklungstheorien um sich greift. Vielfach wird kritisiert, dass keine der Theorien die Realität plausibel beschreibe und widerspruchsfrei erkläre. Sie seien mehr oder weniger monokausal und blenden mit ihrem globalen Gültigkeitsanspruch lokal relevante Gegebenheiten aus. Die Probleme der Entwicklungsländer werden zunehmend als Komplex von Symptomen gesehen, zu dessen Erklärung naturräumliche, demografische, soziale, politische und religiöse, also gleichermaßen endogene und exogene Faktoren herangezogen werden müssen. Für eine zureichende Erklärung müsse auch historisch weiter als nur wenige Jahrhunderte zurückgegangen werden. Zudem gilt das ganze Konzept Entwicklungstheorie grundsätzlich als eurozentrisch.
Eine kritische Auseinandersetzung mit Entwicklungstheorien findet auch in der Nord-Süd Forschungszusammenarbeit, der Zusammenarbeit zwischen Forschenden aus Ländern aus dem Globalen Norden und dem Globalen Süden, statt.